# Dolmen du Coll de la Farella
Le dolmen du Coll de la Farella est un dolmen situé sur la frontière entre l'Espagne et la France, entre les communes de Cerbère (Pyrénées-Orientales) et Portbou (Alt Empordà).

## Situation
Ce dolmen se trouve à cheval sur la frontière entre l'Espagne et la France, une petite partie du tumulus étant situé sur le territoire de Cerbère, mais la plus grande partie du dolmen est située sur celui de Portbou (Alt Empordà), l'accès est cependant beaucoup plus facile côté français.

## Historique
Le dolmen a été signalé par une jeune habitant de Cerbère, Roger Cascino, identifié et fouillé par Pierre Ponsich et Jean Abélanet en 1963.

## Description
C'est un dolmen à couloir. La dalle de chevet est encadrée par deux orthostates latéraux (pan en « H ») prolongés par les deux dalles du couloir qui en rétrécissent l'entrée ouvrant à l'ouest (le dolmen tourne le dos à la mer). Les dalles du couloir sont nettement plus basses (respectivement 1 m et 0,80 m de hauteur) que celles de la chambre (1,20 m côté nord, 1,40 m côté sud et 1,35 m pour le chevet à l'est). Le tumulus est très arasé, compte-tenu de la configuration des lieux il est difficile d'imaginer qu'il ait pu entièrement recouvrir le dolmen.
La chambre n'a livré aucun matériel archéologique, des tessons de céramique sans caractère bien défini ont été retrouvés dans le couloir et près de l'entrée.